# Wang Qiang
Wang Qiang (chinês simplificado: 王蔷; Tianjin, 14 de Janeiro de 1992) é uma tenista profissional chinesa, com melhor ranking na 12ª colocação, em simples.

## Finais no circuito WTA

### Simples: 4 (2 títulos, 2 vices)
| Legenda                             |
| ----------------------------------- |
| torneios do Grand Slam (0–0)        |
| WTA Tour Championships (0–0)        |
| WTA Elite Trophy (0–1)              |
| Premier Mandatory & Premier 5 (0–0) |
| Premier (0–0)                       |
| International (2–1)                 |

| Finais por piso |
| --------------- |
| duro (2–2)      |
| grama (0–0)     |
| saibro (0–0)    |
| carpete (0–0)   |

| Status | W–L | Data             | Torneio                   | Categoria     | Piso           | Adversária        | Resultado     |
| ------ | --- | ---------------- | ------------------------- | ------------- | -------------- | ----------------- | ------------- |
| Venceu | 1–0 | julho de 2018    | Jiangxi Open, China       | International | duro           | Zheng Saisai      | 7–5, 4–0 ret. |
| Venceu | 2–0 | setembro de 2018 | Guangzhou Open, China     | International | duro           | Yulia Putintseva  | 6–1, 6–2      |
| Perdeu | 2–1 | outubro de 2018  | Hong Kong Open, Hong Kong | International | duro           | Dayana Yastremska | 2–6, 1–6      |
| Perdeu | 2–2 | novembro de 2018 | WTA Elite Trophy, China   | Elite Trophy  | duro (coberto) | Ashleigh Barty    | 3–6, 4–6      |